# IC 2413
IC 2413 ist ein Doppelstern im Sternbild Krebs auf der Ekliptik, den der Astronom Max Wolf am 13. Januar 1901 fälschlich als IC-Objekt beschrieb.